# Шатобриан, Альфонс де
Альфонс ван Бреденбек де Шатобриан (фр. Alphonse Van Bredenbeck de Châteaubriant; 25 марта 1877, Ренн, Франция — 2 мая 1951, Кицбюэль, Австрия) — французский писатель и журналист, лауреат Гонкуровской премии (1911) за роман «Властелин Лурдин». Будучи сторонником идей национал-социализма, активно сотрудничал с фашистами во время немецкой оккупации Франции, за что заочно был приговорён к смертной казни после победы 1945 года.

## Жизнеописание
Альфонс де Шатобриан происходил из нидерландского аристократического рода. Вдова его предка — Гаспара ван Бреденбека, в 1693 года приобрела земли в местности Шатобриан-ан-Анжу. Альфонс приходился двоюродным братом художнику Фердинану Луаяну Пюигодо (фр. Ferdinand du Puigaudeau) — отцу Одетты Пюигодо (фр. Odette du Puigaudeau). Закончив нантский Лицей Клемансо, он учился в Особой военной школе Сен-Сир, но военным не стал. Жил преимущественно в имении в Пириак-сюр-Мере, в Нанте и Пуату. 18 мая 1903 года де Шатобриан женился в Сен-Назере на Маргерите Терезе Эжении Башло-Вильнев, от которой имел двух сыновей. Впоследствии он сблизился с Габриель Лефорт. От первого брака у неё было два сына. Один из них — историк Андре Кастело, стал личным секретарем Альфонса де Шатобриана.

### Регионализм
Де Шатобриан написал под влиянием тогдашнего литературного течения — регионализма — такие произведения, как «Властелин Лурдин» (Гонкуровская премия 1911 года), «Бриер», за которое в 1923 году получил Большую премию Французской академии, и «Стая» (1927), которое издали большим тиражом, одним из крупнейших в период между двумя мировыми войнами. Всего разошлось 609 000 экземпляров.
В период Первой мировой войны де Шатобриан, служа в полевом госпитале, писал жене и другу Ромену Роллану письма, в которых чувствуется возмущение. А когда наступил мир, писатель утвердился в мысли, что для блага Франции лучше всего было бы установить тесные отношения с Германией, чтобы избежать новой войны. Германофил, католик, противник атеизма и коммунизма, сторонник порядка, Альфонс де Шатобриан увлекся гитлеровским национал-социализмом, найдя в нём средство восстановить в стране благородный, дворянский дух с примесью католической мистики. Своеобразным манифестом такого взгляда стала книга «Ответ Господа».
В мае 1937 года, вернувшись из Германии, он опубликовал «Пучок сил», в котором высказался в пользу гитлеровской идеологии, считая, что христианство и нацизм совместимы. 13 августа 1938 года в Берхтесгадене он встретился с Адольфом Гитлером, и тот сказал Шатобриану, обхватив его за рукава: «Господин французский писатель, вы лучше поняли национал-социализм, чем 99 процентов немцев, которые голосовали за меня!». Писатель увидел в фюрере нового мессию.

### Коллаборационизм
Де Шатобриан принадлежал к тем, кто сразу же стал коллаборационистом. Во время немецкой оккупации он возглавил Группу сотрудничества. 24 октября 1940 года он присутствовал на встрече маршала Петена и Гитлера в Монтуар-сюр-Луаре. С июля 1940 по май 1941 руководил «Пучком» (La Gerbe) — «политическим и литературным еженедельником», главным редактором которого был Марк Ожье, известный после войны под псевдонимом Сен-Лу. Первый экземпляр вышел в свет 11 июля 1940. Среди печатавшихся в нем авторов — Жан Жионо, Поль Моран, Жан Кокто, Марсель Эме, Саша Гитри и другие. Журнал провозглашал идею арийской, свободной от большевизма Европы, близкой к тезисам неосоциалиста Марселя Деа и весьма далекую от платформы маршала Петена. 30 января 1941 Шатобриан задекларировал в «Пучке» «моральную красоту капитуляции» и призвал французов безоговорочно идти на сотрудничество с нацистами, ведь немцы дают французам возможность «быть вместе с ними свободными и стать освободителями колоний и рабов». В знак благодарности Геббельс пригласил писателей-коллаборационистов, работавших в «Группе», на торжества в Нюрнберге. Сотрудники еженедельника поддержали Антибольшевистский легион, приняв участие в митинге, который организовал Жак Дорио.
В 1944 году, когда союзные войска приближались к Парижу, Альфонс де Шатобриан нашел убежище в Германии. Уже был на новом месте, когда 17 августа вышел последний номер «Пучка». Национальный комитет писателей причислил его к списку авторов, которых считали нежелательными.

### Послевоенное время
После поражения Германии в войне Альфонс де Шатобриан перебрался в Китцбюэль в Австрии и жил там под именем «доктор Альфред Вольф». 25 октября 1945 года шестой отдел Суда Сены заочно вынес приговор де Шатобриану — поражение в правах и смертная казнь. Выдан был ордер на арест и приказ доставить осужденного в Форт Шарантон. Альфонс де Шатобриан скрылся в монастыре, где и умер в 1951 году, опубликовав перед смертью послание — «Письмо умирающему христианству».
К его произведениям у критиков двоякое отношение. С одной стороны, учитывают вину де Шатобриана в коллаборационизме. С другой стороны, его произведения ценят хотя бы за высокое качество иллюстраций — работу таких художников, как Жон Фрело, Матюрен Мее, Рене-Ов Крестон, Анри Шеффер и др.

## Шатобриан и СССР
В 1936 году на русском языке в Советском Союзе был издан роман «Бриера» тиражом 10000 экземпляров (перевод Немчиновой Наталии Ивановны).

## Избранная библиография
- 1908 : Le Baron de Puydreau (новелла)
- 1909 : Monsieur de Buysse (новелла)
- 1911 : Господин де Лурдин (роман — Гонкуровская премия)
- 1923 : La Brière (роман — Большой приз Французской Академии)
- 1927 : La Meute
- 1933 : La Réponse du Seigneur
- 1937 : La Gerbe des forces
- 1938 : Les pas ont chanté